# کریستن جانستون
کریستن جانستون (انگلیسی: Kristen Johnston؛ زاده ۲۰ سپتامبر ۱۹۶۷) یک هنرپیشه اهل ایالات متحده آمریکا است. وی از سال ۱۹۸۵ میلادی تاکنون مشغول فعالیت بوده‌است.

## گزیده فیلمشناسی
از فیلم‌ها یا برنامه‌های تلویزیونی که وی در آن نقش داشته‌است می‌توان به آثار زیر اشاره کرد.
- سومین سنگ بعد از خورشید (۱۹۹۶)
- کالین فیتز زندگی می‌کند! (۱۹۹۷)
- آستین پاورز: جاسوسی که مرا تکان داد (۱۹۹۹)
- عصر یخبندان (فیلم ۲۰۰۲) (۲۰۰۲)
- آستین پاورز: در عضو طلایی (۲۰۰۲)
- دلباخته (فیلم ۲۰۱۴) (۲۰۱۴)
- سکس و شهر (۲۰۰۴)
- بخش فوریت‌های پزشکی (مجموعه تلویزیونی) (۲۰۰۴)
- غریبه‌ها با آبنبات (۲۰۰۵)
- بتی بی‌ریخته (۲۰۰۹–۲۰۱۰)
- در حد مرگ کسل‌شده (۲۰۱۰)
- زندگی اتفاق می‌افتد (۲۰۱۱)
- خون‌آشام‌ها (۲۰۱۲)
- خانواده امروزی (۲۰۱۴)
- مام (مجموعه تلویزیونی) (۲۰۱۸)